# Lisengrat

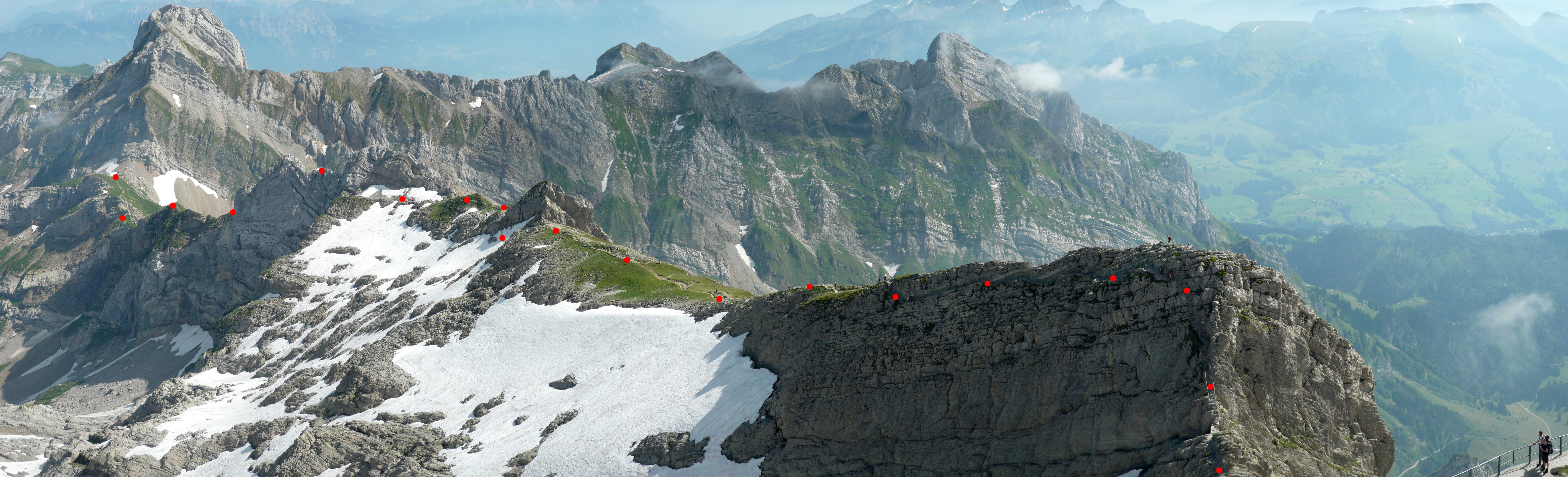
Der Verlauf des Wanderwegs auf dem Lisengrat (Blick vom Säntisgipfel)

Der Lisengrat, auch Lysengrat geschrieben, ist ein Berggrat zwischen dem Säntis und dem Rotsteinpass im Schweizer Alpsteingebirge. Es handelt sich um einen Bergwanderweg vom Grad T3. Der Weg ist durch Drahtseilsicherung und stellenweise durch künstliche Trittstufen recht gut begehbar, erfordert allerdings Schwindelfreiheit. Laut dem Schweizer Wegweisersystem beträgt die Gehzeit ¾ h vom Säntis zum Rotsteinpass (abwärts) bzw. 1¼ h vom Rotsteinpass zum Säntis (aufwärts).

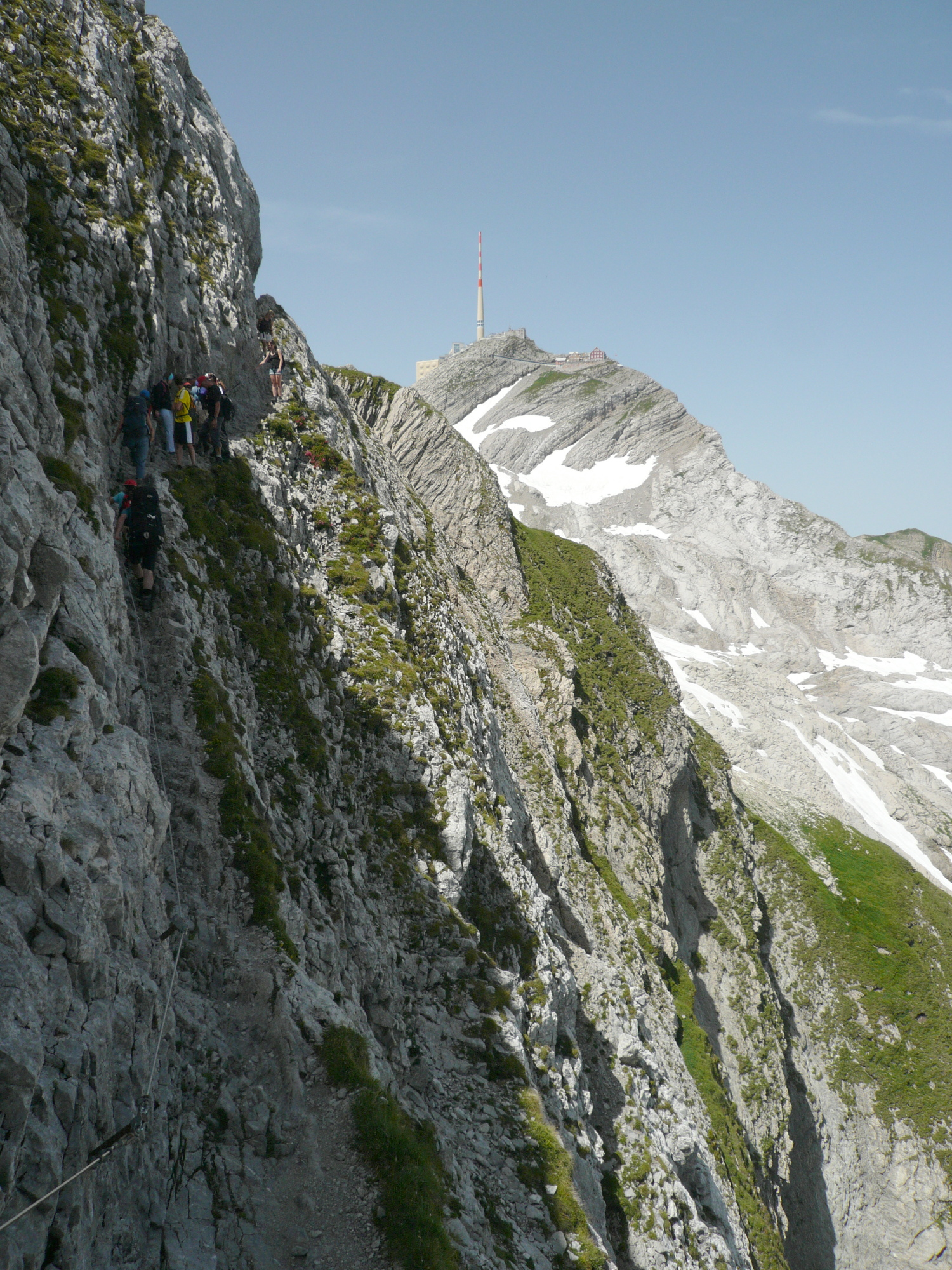
Auf dem Lisengrat
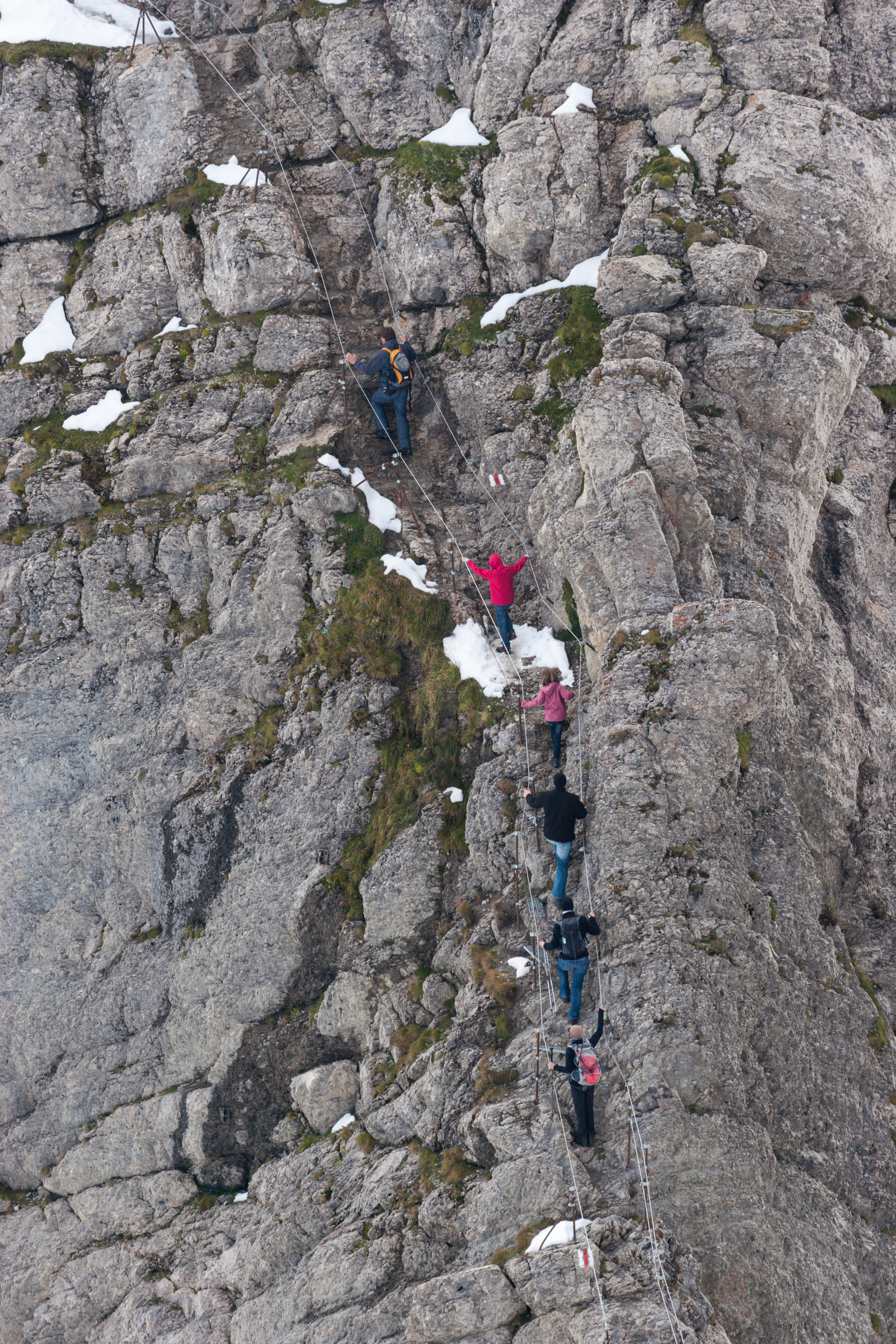
Gesicherter Aufstieg